# Mohammad Hassan Mirza
Mohammad Hassan Mirza (in persiano محمدحسن میرزا ‎; Tabriz, 20 febbraio 1899 – Maidenhead, 7 gennaio 1943) è stato pretendente al trono della Persia dal 1930 alla sua morte.

## Biografia
Quando nel 1925 Reza Pahlavi depose Ahmad Qajar e si proclamò scià di Persia la famiglia Qajar andò in esilio nel Regno Unito. Nel 1930, alla morte del fratello Ahmad, Mohammad Hassan si dichiarò il legittimo pretendente al trono della Persia e tale rimase fino alla sua morte nel 1943. È sepolto a Kerbela, in Iraq.

## Figli
- Hosein Mirza (Tabriz, 25 agosto 1916 - in Canada, 1986)
- Hamid Mirza (Tabriz, 23 aprile 1918 - Londra, 5 maggio 1988)
- Shmas Aghdas (Teheran, 1919 - Parigi, 1991)
- Giti Afruz (Teheran, 1922)
- Rokn al-Din Mirza (Teheran, 1923 - in Canada, 1996)